# Paragorgia splendens
Paragorgia splendens är en korallart som beskrevs av Thomson och Henderson 1906. Paragorgia splendens ingår i släktet Paragorgia och familjen Paragorgiidae. Inga underarter finns listade i Catalogue of Life.